# Mon Schjelderup

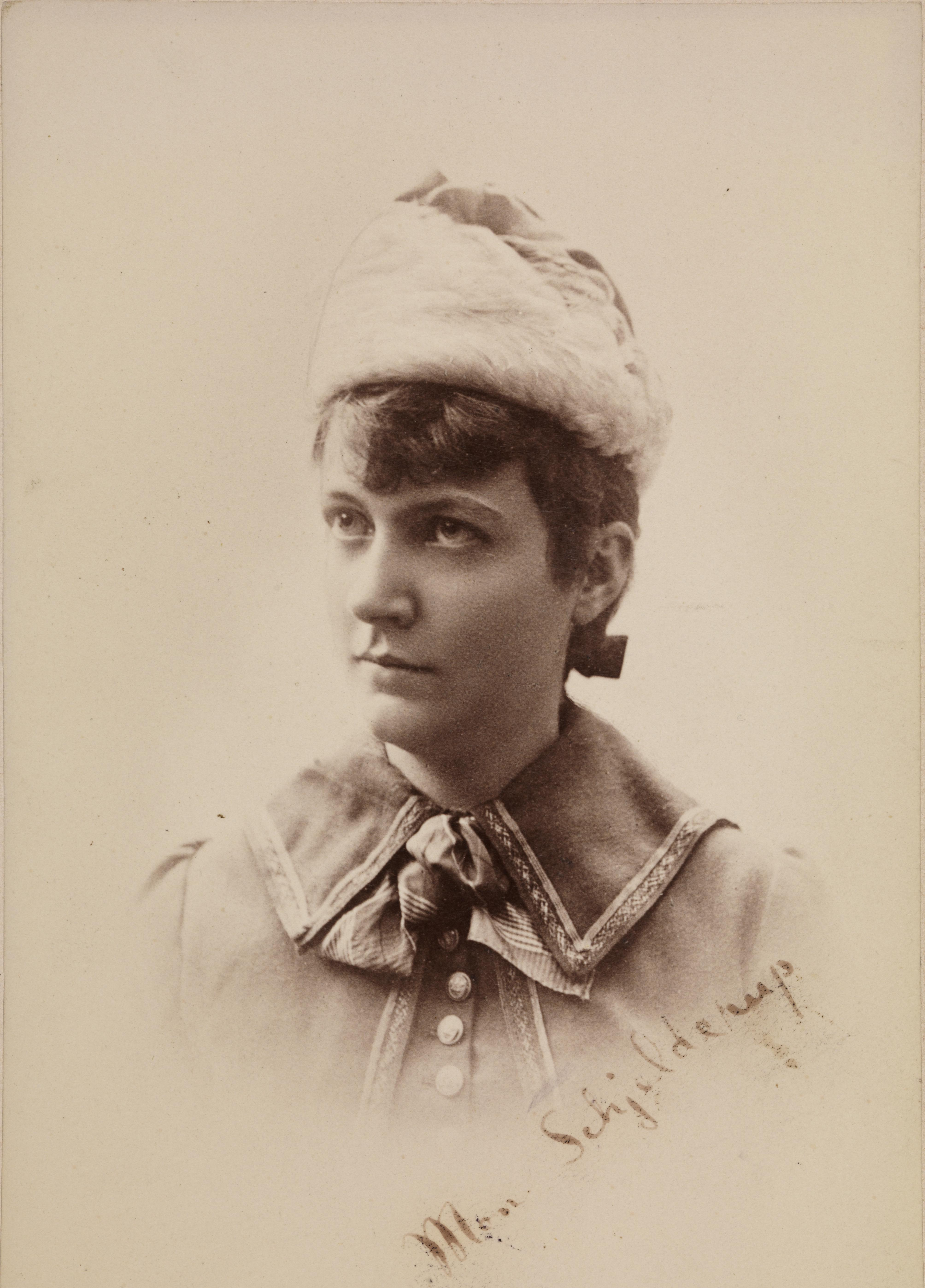
Mon Schjelderup (1819–1889)

Mon Schjelderup (* 16. Juni 1870 in Fredrikshald; † 22. November 1934 in Asker) war eine norwegische Komponistin und Pianistin.

## Leben
Mon Schjelderup wurde als viertes von insgesamt sechs Kindern von Anne Sofie Preus Berg (1831–1898) und Christian Bernhard Koren Schjelderup (1819–1889), Kapitän an der Festung Fredrikshald, geboren. Sie erhielt Klavierunterricht bei Friedrich August Reißiger. Mit 14 Jahren schrieb sie ihre erste Komposition. Ab 1885 nahm sie Klavierunterricht bei Agathe Backer Grøndahl in Christiania.
1889 setzte sie ihre Studien an der Königlichen Hochschule in Berlin fort, zwei Jahre später dann in der Kompositionsklasse von Jules Massenet am Pariser Konservatorium. In dieser Zeit entstand ihr erstes Orchesterwerk, das Vorspiel zum 5. Akt von Henrik Ibsens „Vildanden“ (Die Wildente), welches ab 1893 am Christiania Theater aufgeführt wurde. 1894 gab Schjelderup ihr offizielles Debüt als Komponistin und Pianistin in Christiana und Fredrikshald, kehrte danach aber zum Studium nach Paris zurück. Dabei entstanden unter anderem Lieder und Kammermusikwerke wie die Sonate für Violine und Klavier h-moll, die sie zusammen mit dem Geiger Henri Sailler aufführte. 1899 kehrte sie nach Norwegen zurück und wurde als Klavierlehrerin am Musikkonservatorium in Christiania angestellt. Mehrere Versuche, ein staatliches Künstlerstipendium zu erlangen und weiter in Paris zu studieren, blieben erfolglos.
Mon Schjelderup war sowohl als Pianistin wie auch als Komponistin im norwegischen Musikleben prominent und an der Veranstaltung bedeutender Konzerte beteiligt. Sie veröffentlichte über 60 Werke, darunter Lieder, Chormusik, Klavier- und Kammermusik sowie zwei Orchesterwerke.
Schjelderup gab 1904 ihre Lehrtätigkeit aufgrund einer psychischen Erkrankung auf und verschwand aus dem Musikleben. Sie starb 1934 in Asker.